# Jalta (Mariupol)
Jalta (ukrainisch und russisch Ялта) ist eine Siedlung städtischen Typs im Osten der ukrainischen Oblast Donezk mit etwa 5300 Einwohnern.
Die Siedlung städtischen Typs befindet sich im Süden des Rajons Manhusch, etwa 13 Kilometer südlich vom Rajonszentrum Manhusch und 119 Kilometer südwestlich vom Oblastzentrum Donezk entfernt am Fluss Mokra Bilosarajka (Мокра Білосарайка) sowie an der Bilossarajska Bucht des Asowschen Meeres. Die Bucht ist eines der Ramsar-Schutzgebiete der Ukraine.

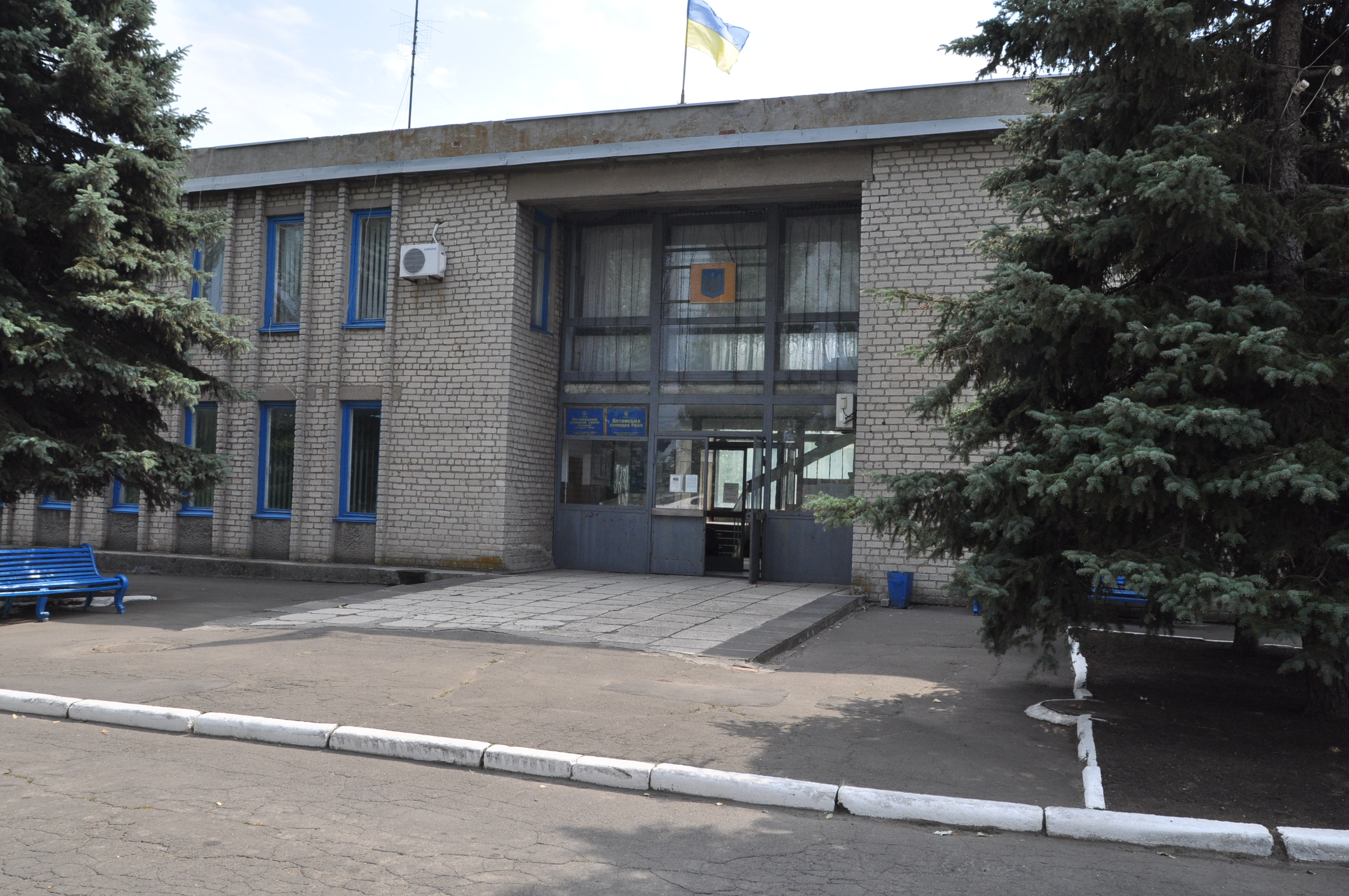
Sitz der örtlichen Verwaltung

Der Ort wurde 1780 durch griechische Siedler, die von der Halbinsel Krim kamen, gegründet und erhielt 1969 den Status einer Siedlung städtischen Typs.
Am 12. Juni 2020 wurde die Siedlung ein Teil neugegründeten Siedlungsgemeinde Manhusch, bis dahin bildete sie zusammen mit den Dörfern Asowske (Азовське) und Jurjiwka (Юр'ївка) die gleichnamige Siedlungsratsgemeinde Jalta (Ялтинська селищна рада/Jaltynska selyschtschna rada) im Süden des Rajons Manhusch.
Am 17. Juli 2020 wurde der Ort ein Teil des Rajons Mariupol.